# Route nationale 13c
Die N13C war eine französische Nationalstraße, die 1852 in Cherbourg von der N13 abzweigend zum Tor 3 des Militärhafens festgelegt wurde. Sie entstand im Zusammenhang mit der Modernisierung der Verteidigungsanlagen von Cherbourg. 1971 wurde sie zur Kommunalstraße.